# نهر سونغوا

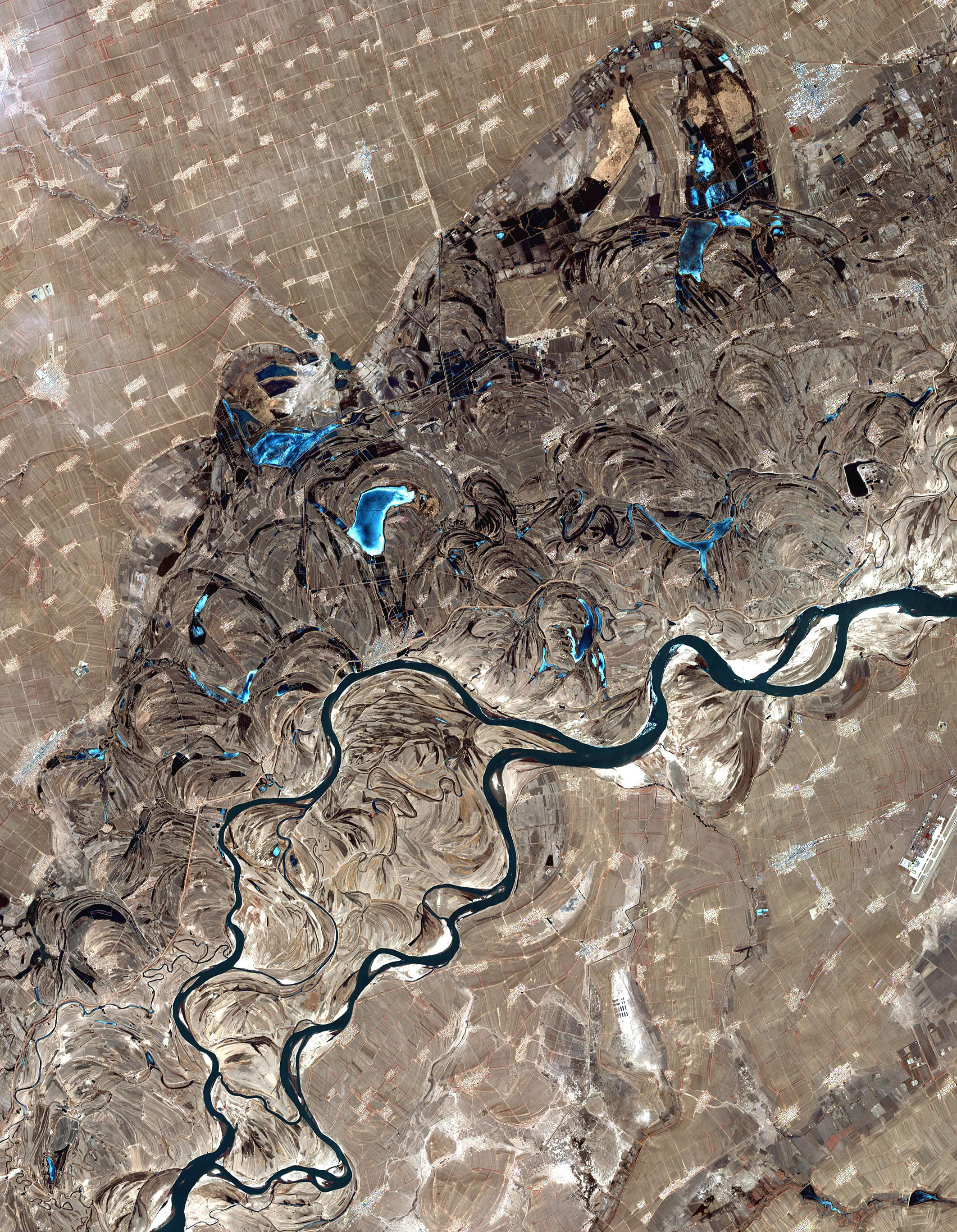
نهر سونغوا، غرب هاربين. تعتبر بحيرات أوكسبو من المناظر الطبيعية الشائعة التي تقع حول النهر.

نهر سونغوا ((بالصينية: 松花江; البينيين: Sōnghuā Jiāng)) و نهر سونجاري (مانشو: Sunggari Ula) هو نهر يقع شمال شرق الصين، ويعتبر أكبر روافد نهر هيلونغ (أمور) حيث يتدفق لمسافة 1,434 كيلومتر (891 ميل) من جبال تشانغ باي عبر مقاطعتي جيلين وهيلونغجيانغ. يقدر معدل التدفق السنوي للنهر بـ 557,180 ميل مربع (1,443,100 كم2) من الأرض، وتقدر نسبة الصب السنوي له بـ 2463 متر مكعب في الثانية (87000 قدم مكعب في الثانية).
وبالنسبة لـ نهر سونغوا الثانوي، فإنه يربط بين أمور في مدينة دونغ جيانغ. ويقطعه عندئذٍ عدة سدود، وهي: بايشان، وهونغ شي، وسد فنجمان، وهي تستخدم في توليد الكهرباء المائية. ويكوّن سد فنجمان بحيرة تمتد حتى 62 كم أعلى النهر. وأسفل النهر، يتدفق نهر سونغوا الثانوي في اتجاه الشمال الغربي حتى يتصل بأكبر روافده؛ نهر نين، بالقرب من دآن مكونًا نهر سونغوا. ويجري نهر نين في شمالي سهل منشوريا. ويتجه النهر إلى الشرق حتى يتصل بنهر هولان بالقرب من هاربين. وبعد ذلك يمر بين الحد الشمالي والشرقي لسلسلة جبال منشوريا وسلسلة جبال ليسير خينجان. ثم يتدفق النهر عندئذٍ إلى وادي نهر أمور. ويبدأ النهر في التجمد بدايةً من أواخر نوفمبر وحتى مارس. ويبلغ أقصى ذروته في التدفق عند ذوبان ثلوج الجبال في الربيع الدافئ. تسهل الملاحة في النهر باستخدام السفن متوسطة الحجم حتى هاربين. ويمكن استخدام القوارب الصغيرة في نهر سونغوا حتى جيلين وفي نهر نين حتى تشيتشيهار.
وقد تسبب استواء سهل منشوريا المفرط في تعرج النهر إلى حدٍ كبير بمرور الوقت. ونتج عن ذلك التعرج أن أحاط السهل الواسع المليء بالدوامات والمنحنيات بالنهر، موضحًا المسارات التي سلكها النهر من قبل.

## الجدل البيئي
في نوفمبر من عام 2005، تلوّث النهر بالبنزين، الأمر الذي أدى إلى إغلاق المصدر المائي في هاربين، وتهديد روسيا بمقاضاة الصين. وقد امتد التلوث حتى 80 كيلو مترًا، ووصل أخيرًا إلى نهر أمور في روسيا.
وفي 28 من يوليو عام 2010، جرفت فيضانات بضعة آلاف من البراميل من مصنعين للكيماويات في مقاطعة جيلين بالصين. وقد احتوت البراميل على بعض المواد الكيماوية السامة مثل ثلاثي كلوريد ميثيل السيليل وسداسي ميثيل ثنائي السيلوكسانات، وقد كان كل برميل يحتوي على حوالي 170 كجم من المواد السامة. وقد أظهرت بعض التقارير أن بعض البراميل انفجرت عند ملامستها للماء.

## معلومات جغرافية
تتضمن المدن التي تطل على النهر ما يلي::
- هاربين
- جياموسي
- جيلين